# Équipe du Bhoutan féminine de football
Cet article traite de l'équipe féminine. Pour l'équipe masculine, voir Équipe du Bhoutan de football.
Maillots
L'équipe du Bhoutan féminine de football est l'équipe nationale qui représente le Bhoutan dans les compétitions internationales de football féminin. Elle est gérée par la Fédération du Bhoutan de football.
Le Bhoutan est membre de l'AFC depuis 1993 ainsi qu'affiliée à la FIFA depuis 2000 et membre de la Fédération d'Asie du Sud de football depuis 2000,,.
Les Bhoutanaises n'ont jamais disputé de phase finale de compétition majeure, que ce soit la Coupe d'Asie, la Coupe du monde ou les Jeux olympiques.

## Histoire

### Championnat d'Asie du Sud de football féminin 2016
Le nouvel entraîneur Lee Sung-jea appelle en sélection Sonam Choden âgée seulement de 14 ans, elle portera le numéro 15, également la plus jeune joueuse de l'équipe du Bhoutan féminine de football et du Championnat d'Asie du Sud féminin de football 2016.
L'équipe joue un match amical contre l'équipe d'Assam féminine de football afin de parfaire sa préparation au Championnat d'Asie du Sud de football féminin. Le match a eu lieu dans la ville de Geylegphug au Bhoutan le 21/12/2016. La rencontre se termine par une défaite Assam 1-0 Bhoutan. 
Le Bhoutan commence la compétition avec une défaite contre le Népal 0-8.

### Championnat d'Asie du Sud de football féminin 2019
Lee Sung-jea à sélectionner 20 joueuses qui participeront à la cinquième édition du Championnat d'Asie du Sud de football féminin qui aura lieu au Népal.
Le 8 mars 2019, le Bhoutan affronte en match de préparation la sélection du Népal féminine U-19, le match se termine par un nul 2-2. Elle affronte également dans la même journée la sélection du Népal militaire féminine, la rencontre se termine par un nul 1-1.
Le 12 mars 2019, le Bhoutan rencontre en match d'ouverture le Népal, le match se soldera par une défaite 0-3,.
Le 14 mars 2019, lors de sa seconde rencontre le Bhoutan rencontre le Bangladesh et perd 0-2.
Le 23 et 26 juillet 2019, la sélection bhoutanaise rencontre le Sri Lanka pour deux matchs amicaux non-officiels, la première rencontre se termine par une défaite et la seconde par la première victoire de l'équipe féminine du Bhoutan,,.

### Championnat d'Asie du Sud de football féminin 2022
Le 1er septembre 2022, le Bhoutan affronte en match de préparation le club du Tribhuvan Army FC, le match se termine par une victoire du Bhoutan 4 buts à 0, deux buts inscrits par Pema Choden Tshering ainsi que Sunita Rai et Galey Wangmo.
Pour la première fois de son histoire, l'équipe atteint les phases finales de la compétition avant de s'incliner en demi-finale contre le Bangladesh.

## Classement FIFA
| Année              | 2011 | 2012 | 2013 | 2014 | 2015 | 2016 | 2017 | 2018 | 2019 | 2020       | 2021 | 2022 | 2023 | 2024 |
| ------------------ | ---- | ---- | ---- | ---- | ---- | ---- | ---- | ---- | ---- | ---------- | ---- | ---- | ---- | ---- |
| Classement mondial | 136  | 128  | 115  | 129  | 137  | 128  | 114  | 153  | 150  | Non classé | 168  | 177  | 172  | 172  |

## Parcours dans les compétitions internationales
Le palmarès du Bhoutan est vierge.

### Parcours enCoupe du monde féminine
| Année | Position                                       | Match                                          | Victoire                                       | Nul                                            | Défaite                                        | but marqué                                     | but encaissé                                   |
| ----- | ---------------------------------------------- | ---------------------------------------------- | ---------------------------------------------- | ---------------------------------------------- | ---------------------------------------------- | ---------------------------------------------- | ---------------------------------------------- |
| -     | N'a participer à aucune édition de 1991 à 2027 | N'a participer à aucune édition de 1991 à 2027 | N'a participer à aucune édition de 1991 à 2027 | N'a participer à aucune édition de 1991 à 2027 | N'a participer à aucune édition de 1991 à 2027 | N'a participer à aucune édition de 1991 à 2027 | N'a participer à aucune édition de 1991 à 2027 |

### Parcours enCoupe d'Asie féminine
| Année | Position                                       | Match                                          | Victoire                                       | Nul                                            | Défaite                                        | but marqué                                     | but encaissé                                   |
| ----- | ---------------------------------------------- | ---------------------------------------------- | ---------------------------------------------- | ---------------------------------------------- | ---------------------------------------------- | ---------------------------------------------- | ---------------------------------------------- |
| -     | N'a participer à aucune édition de 1975 à 2026 | N'a participer à aucune édition de 1975 à 2026 | N'a participer à aucune édition de 1975 à 2026 | N'a participer à aucune édition de 1975 à 2026 | N'a participer à aucune édition de 1975 à 2026 | N'a participer à aucune édition de 1975 à 2026 | N'a participer à aucune édition de 1975 à 2026 |

### Parcours enChampionnat d'Asie du Sud féminin
| Année | Position    | Match | Victoire | Nul | Défaite | but marqué | but encaissé |
| ----- | ----------- | ----- | -------- | --- | ------- | ---------- | ------------ |
| 2010  | 1er tour    | 3     | 0        | 1   | 2       | 1          | 28           |
| 2012  | 1er tour    | 3     | 0        | 0   | 3       | 0          | 16           |
| 2014  | 1er tour    | 3     | 0        | 0   | 3       | 1          | 15           |
| 2016  | 1er tour    | 3     | 0        | 0   | 3       | 1          | 13           |
| 2019  | 1er tour    | 2     | 0        | 0   | 2       | 0          | 5            |
| 2022  | Demi-finale | 3     | 1        | 0   | 2       | 5          | 12           |
| 2024  | Demi-finale | 4     | 2        | 1   | 1       | 18         | 8            |

### Parcours aux Jeux sud-asiatiques
| Année | Position | Match | Victoire | Nul | Défaite | but marqué | but encaissé |
| ----- | -------- | ----- | -------- | --- | ------- | ---------- | ------------ |
| 2010  | -        | -     | -        | -   | -       | -          | -            |
| 2016  | -        | -     | -        | -   | -       | -          | -            |
| 2019  | -        | -     | -        | -   | -       | -          | -            |

## Rencontres

### Matches internationaux
Voici le tableau récapitulatif des matchs du Bhoutan répertoriés par la FIFA.
| No | Date              | Lieu                                                                | Bhoutan | Adversaire      | Score  | Compétition                                                     | Buteur(s) pour le Bhoutan | Buteur(s) pour l'adversaire | Rapport      |
| -- | ----------------- | ------------------------------------------------------------------- | ------- | --------------- | ------ | --------------------------------------------------------------- | --- | --- | ------------ |
| 1  | 6 décembre 2010   | Dacca, Bangladesh                                                   | Bhoutan | Bangladesh      | P 0-7  | A.                                                              | - | Sabina Khatun, Aumra, Jahanara Akter Janu, Sainu Prue Marma, Surovi Akter Eti                                                                          | [ (Rapport)] |
| 2  | 13 décembre 2010  | Stade de Cox's Bazar, Cox's Bazar, Bangladesh                       | Bhoutan | Inde            | P 0-18 | Championnat d'Asie du Sud féminin de football 2010              | - | Sasmita Mallick, Ngangom Bala Devi, Tababi Devi, Pinky Bompal Magar, Amoolya Kamal                                                                     | (Rapport)    |
| 3  | 15 décembre 2010  | Stade de Cox's Bazar, Cox's Bazar, Bangladesh                       | Bhoutan | Bangladesh      | P 0-9  | Championnat d'Asie du Sud féminin de football 2010              | - | 13e 16e 30e Aungmra Ching Marma 25e 80e Farhana Khatan, 34e 67e Sabina Khatun, 41e 52e Suinu Pru Marma                                                 | (Rapport)    |
| 4  | 17 décembre 2010  | Stade de Cox's Bazar, Cox's Bazar, Bangladesh                       | Bhoutan | Sri Lanka       | N 1-1  | Championnat d'Asie du Sud féminin de football 2010              | Rima Maya | ? | (Rapport)    |
| 5  | 7 septembre 2012  | Terrains CR & FC, Colombo, Sri Lanka                                | Bhoutan | Sri Lanka       | P 0-4  | Championnat d'Asie du Sud féminin de football 2012              | - | 4e Nilushika Kumari, 12e 57e Erandi Kumudumala, 84e Praveena Perera                                                                                    | (Rapport)    |
| 6  | 9 septembre 2012  | Terrains CR & FC, Colombo, Sri Lanka                                | Bhoutan | Bangladesh      | P 0-1  | Championnat d'Asie du Sud féminin de football 2012              | - | 19e Suinu Pru | (Rapport)    |
| 7  | 11 septembre 2012 | Terrains CR & FC, Colombo, Sri Lanka                                | Bhoutan | Inde            | P 0-11 | Championnat d'Asie du Sud féminin de football 2012              | - | 13e Tuli Goon, 23e Kamala Devi, 27e (pen.) Sasmita Malik , 38e 48e 65e Pinky Magar, 34e 42e Prameshowri Devi, 63e Montesori Chanu, 72e Supriya Routray | (Rapport)    |
| 8  | 12 novembre 2014  | Stade sportif Jinnah, Islamabad, Pakistan                           | Bhoutan | Népal           | P 0-8  | Championnat d'Asie du Sud féminin de football 2014              | - | 14e 45+1e Sajana Rana, 21e Menuka Giri, 36e 40e Anu Lama, 60e 84e Dipa Adhikari, 88e Sabitra Bhandari                                                  | (Rapport)    |
| 9  | 14 novembre 2014  | Stade sportif Jinnah, Islamabad, Pakistan                           | Bhoutan | Sri Lanka       | P 0-3  | Championnat d'Asie du Sud féminin de football 2014              | - | 20e Achala Chitrani, 40e Erandi Kumudumala, 88e Praveena Perea                                                                                         | (Rapport)    |
| 10 | 16 novembre 2014  | Stade sportif Jinnah, Islamabad, Pakistan                           | Bhoutan | Pakistan        | P 1-4  | Championnat d'Asie du Sud féminin de football 2014              | 69e Tshering Yangdon | 55e Sehar Zaman, 68e Shahlyla Baloch , 74e Shenaz Roshan, 79e (pen.) Malika Noor                                                                       | (Rapport)    |
| 11 | 26 décembre 2016  | Stade Kanchanjangha, siliguri, Inde                                 | Bhoutan | Népal           | P 0-8  | Championnat d'Asie du Sud féminin de football 2016              | - | 5e 9e 23e 35e 68e 72e Sabitra Bhandari, 26e Sharmila Thapa, 90e Krishna Khatri                                                                         | (Rapport)    |
| 12 | 28 décembre 2016  | Stade Kanchanjangha, siliguri, Inde                                 | Bhoutan | Sri Lanka       | P 0-2  | Championnat d'Asie du Sud féminin de football 2016              | - | 60e Erandi Liyanage, 77e Praveena Perera | (Rapport)    |
| 13 | 30 décembre 2016  | Stade Kanchanjangha, siliguri, Inde                                 | Bhoutan | Maldives        | P 1-3  | Championnat d'Asie du Sud féminin de football 2016              | 81e Tanka Maya Ghalley | 18e 90+1e Fadhuwa Zahir, 36e Aminath Shamila | (Rapport)    |
| 14 | 12 mars 2019      | Stade Sahid Maidan Rangasala, Biratnagar, Népal                     | Bhoutan | Népal           | P 0-3  | Championnat d'Asie du Sud féminin de football 2019              | - | 13e Manjali Kumari Yonjan, 16e 54e Sabitra Bhandari | (Rapport)    |
| 15 | 14 mars 2019      | Stade Sahid Maidan Rangasala, Biratnagar, Népal                     | Bhoutan | Bangladesh      | P 0-2  | Championnat d'Asie du Sud féminin de football 2019              | - | 47e Mishrat Jahan Moushumi, 85e Sabina Khatun | (Rapport)    |
| 16 | 23 juillet 2019   | Stade Changlimithang, Thimphou, Bhoutan                             | Bhoutan | Sri Lanka       | P 0-1  | A.                                                              | - | 90+1e Praveena Perera | (Rapport)    |
| 17 | 26 juillet 2019   | Stade Changlimithang, Thimphou, Bhoutan                             | Bhoutan | Sri Lanka       | V 1-0  | A.                                                              | 17e (pen.) Tshering Yangden | - | (Rapport)    |
| 18 | 6 septembre 2022  | Stade Dasarath-Rangasala, Katmandou, Népal                          | Bhoutan | Népal           | P 0-4  | Championnat d'Asie du Sud féminin de football 2022              | - | 12e 63e Sabitra Bhandari, 73e 85e Anita Basnet | (Rapport)    |
| 19 | 9 septembre 2022  | Stade Dasarath-Rangasala, Katmandou, Népal                          | Bhoutan | Sri Lanka       | V 5-0  | Championnat d'Asie du Sud féminin de football 2022              | 42e Namgyel Dema, 50e 64e Deki Lhazom, 58e Tshering Lhaden, 89e Galey Wangmo                                                                                     | - | (Rapport)    |
| 20 | 16 septembre 2022 | Stade Dasarath-Rangasala, Katmandou, Népal                          | Bhoutan | Bangladesh      | P 0-8  | Championnat d'Asie du Sud féminin de football 2022              | - | 2e Sirat Jahan Shopna, 18e 54e 93e Sabina Khatun, 30e Krishna Rani Sarkar, 35e Ritu Porna Chakma, 57e Masura Parvin, 87e Tohura Khatun                 | (Rapport)    |
| 21 | 24 septembre 2022 | Cité du sport du Prince Sultan bin Abdulaziz, Abha, Arabie saoudite | Bhoutan | Arabie saoudite | N 3-3  | A.                                                              | 5e Pema Choden Tshering, 40e Deki Yangdon, 42e Sonam Choden | 15e Bayan Sadaqah, 75e Al-Bandari Mubarak, 90e Noura Al-Ibrahim                                                                                        | (Rapport)    |
| 22 | 28 septembre 2022 | Cité du sport du Prince Sultan bin Abdulaziz, Abha, Arabie saoudite | Bhoutan | Arabie saoudite | V 4-2  | A.                                                              | 22e 30e 59e Pema Choden Tshering, 68e Deki Yangdon | 53e (pen.) Maryam Al-Tamimi, 72e Al-Bandari Mubarak | (Rapport)    |
| 23 | 5 avril 2023      | Stade de Bunyodkor, Tachkent, Ouzbékistan                           | Bhoutan | Ouzbékistan     | P 0-9  | Tournoi de qualification olympique féminin de l'AFC 2024        | | 2e 20e 45+1e 48e 73e Diyorakhon Khabibullaeva, 30e 42e Lyudmila Karachik, 51e Aziza Norboeva, 90+1e Maftuna Shoyimova                                  | (Rapport)    |
| 24 | 8 avril 2023      | Stade Pakhtakor Markaziy, Tachkent, Ouzbékistan                     | Bhoutan | Jordanie        | V 2-1  | Tournoi de qualification olympique féminin de l'AFC 2024        | 64e Namgyel Dema, 76e Sunita Rai | 90+2e Maysa Jbarah | (Rapport)    |
| 25 | 11 avril 2023     | Stade Pakhtakor Markaziy, Tachkent, Ouzbékistan                     | Bhoutan | Timor oriental  | V 3-1  | Tournoi de qualification olympique féminin de l'AFC 2024        | | | (Rapport)    |
| 26 | 21 septembre 2023 | Cité du sport du roi Fahd, Taëf, Arabie saoudite                    | Bhoutan | Liban           | P 2-3  | 2023 SAFF Women's International Friendly Tournament             | 82e 86e Deki Lhazom | 30e Lili Iskandar, 61e Syntia Salha, 64e Samira Awad                                                                                                   | (Rapport)    |
| 27 | 24 septembre 2023 | Cité du sport du roi Fahd, Taëf, Arabie saoudite                    | Bhoutan | Laos            | N 0-0  | 2023 SAFF Women's International Friendly Tournament             | | | (Rapport)    |
| 28 | 27 septembre 2023 | Cité du sport du roi Fahd, Taëf, Arabie saoudite                    | Bhoutan | Arabie saoudite | V 1-0  | 2023 SAFF Women's International Friendly Tournament             | 112e Yeshey Bidha | | (Rapport)    |
| 29 | 30 septembre 2023 | Cité du sport du roi Fahd, Taëf, Arabie saoudite                    | Bhoutan | Liban           | P 0-1  | 2023 SAFF Women's International Friendly Tournament (Taif) (en) | | 102e Lili Iskandar | (Rapport)    |
| 30 | 24 juillet 2024   | Stade Changlimithang, Thimphou, Bhoutan                             | Bhoutan | Bangladesh      | P 1-5  | A.                                                              | 13e Pema Choden Tshering | 49e 76e 90+2e Mst. Sagorika, 53e Sabina Khatun, 54e Ritu Porna Chakma                                                                                  | (Rapport)    |
| 31 | 27 juillet 2024   | Stade Changlimithang, Thimphou, Bhoutan                             | Bhoutan | Bangladesh      | P 2-4  | A.                                                              | 14e 21e Deki Lhazom | 34e Sabina Khatun, 39e Mst. Sagorika, 61e (csc) Dorji Edon, 85e Ritu Porna Chakma                                                                      | (Rapport)    |
| 32 | 18 octobre 2024   | Stade Dasarath-Rangasala, Katmandou, Népal                          | Bhoutan | Népal           | N 0-0  | Championnat d'Asie du Sud féminin de football 2024              | - | | [ (Rapport)] |
| 33 | 21 octobre 2024   | Stade Dasarath-Rangasala, Katmandou, Népal                          | Bhoutan | Sri Lanka       | V 4-1  | Championnat d'Asie du Sud féminin de football 2024              | 8e 75e Deki Lhazom, 31e Dorji Edon, 78e Namgyel Dema | 22e Thushani Madushika | [ (Rapport)] |
| 34 | 21 octobre 2024   | Stade Dasarath-Rangasala, Katmandou, Népal                          | Bhoutan | Maldives        | V 13-0 | Championnat d'Asie du Sud féminin de football 2024              | 5e Sonam Choden, 7e 18e Pema Choden Tshering, 15e 19e 46e 52e 70e Deki Lhazom, 41e Namgyel Dema, 47e Deki Yangden, 65e 80e Tshering Yangden, 68e Tshering Lhaden | | [ (Rapport)] |
| 35 | 21 octobre 2024   | Stade Dasarath-Rangasala, Katmandou, Népal                          | Bhoutan | Bangladesh      | P 1-7  | Championnat d'Asie du Sud féminin de football 2024              | 11e Deki Lhazom | 7e Ritu Porna Chakma, 15e 35e 58e Tohura Khatun, 26e 37e Sabina Khatun                                                                                 | [ (Rapport)] |
| 36 | 28 mai 2025       | Stade Changlimithang, Thimphou, Bhoutan                             | Bhoutan | Hong Kong       | N 0-0  | A.                                                              | - | | (Rapport)    |
| 37 | 3 juin 2025       | Stade Changlimithang, Thimphou, Bhoutan                             | Bhoutan | Malaisie        | P 1-3  | A.                                                              | 24e Yeshey Bidha | 29e Intan Sarah, 45+5e Nur Ainsyah Murad, 90+7e Farahiyah Muhamad Ridzuan                                                                              | (Rapport)    |
| 38 | 7 juillet 2025    | Stade du Roi Abdallah II, Amman, Jordanie                           | Bhoutan | Singapour       | V 3-2  | Qualification pour la Coupe d'Asie féminine de l'AFC 2026       | 1re Yeshey Bidha, 67e Dorji Edon, 87e Sunita Rai | 10e Ardhra Ganeswaran, 26e (csc) Dorji Edon | (Rapport)    |
| 39 | 10 juillet 2025   | Stade du Roi Abdallah II, Amman, Jordanie                           | Bhoutan | Liban           | V 2-1  | Qualification pour la Coupe d'Asie féminine de l'AFC 2026       | 45+2e 86e Pema Choden Tshering | 81e Pilar Khoury | (Rapport)    |
| 40 | 13 juillet 2025   | Stade du Roi Abdallah II, Amman, Jordanie                           | Bhoutan | Iran            | P 1-7  | Qualification pour la Coupe d'Asie féminine de l'AFC 2026       | 12e Deki Lhazom | 3e Zahra Alizadeh, 6e 10e Fatemeh Shaban, 38e Negin Zandi, 81e Zahra Ghanbari, 83e Mohaddesh Zolfi, 85e Roujin Tamrian                                 | (Rapport)    |
| 41 | 16 juillet 2025   | Stade du Roi Abdallah II, Amman, Jordanie                           | Bhoutan | Jordanie        | P 0-3  | Qualification pour la Coupe d'Asie féminine de l'AFC 2026       | - | 4e Maysa Jbarah, 39e (pen.) Ayah Al-Majali, 79e Celine Akroush                                                                                         | (Rapport)    |

| Score : - V = Match gagné - N = Match nul - P = Match perdu | Compétition : - A. = Match amical - C. = Compétition |

### Équipes rencontrées
| Adversaire      | Joués | Victoires | Matchs nuls | Défaites | Buts pour | Buts contre |
| --------------- | ----- | --------- | ----------- | -------- | --------- | ----------- |
| Arabie saoudite | 3     | 2         | 1           | 0        | 8         | 5           |
| Bangladesh      | 8     | 0         | 0           | 8        | 4         | 43          |
| Hong Kong       | 1     | 0         | 1           | 0        | 0         | 0           |
| Inde            | 2     | 0         | 0           | 2        | 0         | 29          |
| Iran            | 1     | 0         | 0           | 1        | 1         | 7           |
| Jordanie        | 2     | 1         | 0           | 1        | 2         | 4           |
| Laos            | 1     | 0         | 1           | 0        | 0         | 0           |
| Liban           | 3     | 1         | 0           | 2        | 4         | 5           |
| Malaisie        | 1     | 0         | 0           | 1        | 1         | 3           |
| Maldives        | 2     | 1         | 0           | 1        | 14        | 3           |
| Népal           | 5     | 0         | 1           | 4        | 0         | 27          |
| Ouzbékistan     | 1     | 0         | 0           | 1        | 0         | 9           |
| Pakistan        | 1     | 0         | 0           | 1        | 1         | 4           |
| Singapour       | 1     | 1         | 0           | 0        | 3         | 2           |
| Sri Lanka       | 6     | 2         | 1           | 3        | 10        | 11          |
| Timor oriental  | 1     | 1         | 0           | 0        | 3         | 1           |
| Totals          | 39    | 9         | 5           | 25       | 51        | 153         |

## Personnalités de l'équipe du Bhoutan féminine de football
| - Gardienne Dorji Choden - Défense Sherab - Défense Beda - Défense Nima zangmo - Défense Bumchu - Milieu de terrain Rima Maya - Milieu de terrain Sonam Yoezer - Milieu de terrain Tshering - Milieu de terrain Tanka Maya - Attaquant Yeshey - Attaquant Ngawang | - Gardienne Nima Lhaden (1) - Défense Ugyen Wangmo (3) - Défense Suk Maya Ghalley (4) - Défense Sonam Choden (5) - Défense Kuenzang Seldon (6) - Milieu de terrain Ngawang Yangchen (7) (Cap) - Milieu de terrain Sonam Dema (8) - Milieu de terrain Sangay Budhar (9) - Milieu de terrain Sonam Yangchen (10) - Attaquant Tshering Yangden (11) - Attaquant Tashi Tshomo (13) Remplaçante: - Gardienne Sonam Eden (19) - Gardienne Dechen Wangmo (21) - Défense Dorji Edon (16) - Défense Sonam Choki (17) - Défense Karma Wangmo (18) - Milieu de terrain Tanka Maya Ghalley (14) - Milieu de terrain Sonam Choden (15) - Attaquant Sonam Wangmo (12) |

### Sélectionneurs
| N°     | Sélectionneur  | Période   | Matchs | Gagnés | Nuls | Perdus | Gagnés % |
| ------ | -------------- | --------- | ------ | ------ | ---- | ------ | -------- |
| 1      | Kota Namgay    | 2010-2012 | 7      | 0      | 1    | 6      | 0        |
| 2      | Dorji Khandu   | 2014      | 3      | 0      | 0    | 3      | 0        |
| 3      | Lee Sung-jea   | 2016-2019 | 7      | 1      | 0    | 6      | 14,28    |
| 4      | Denka Na       | 2019      | 0      | 0      | 0    | 0      | 0        |
| 5      | Hong Kyung-suk | 2022-2023 | 8      | 4      | 1    | 3      | 50       |
| 6      | Karma Choden   | 2023      | 4      | 1      | 1    | 2      | 25       |
| 7      | Nicola Demaine | 2024      | 6      | 2      | 1    | 3      | 33,33    |
| 8      | Kim Tae-in     | 2025      | 6      | 2      | 1    | 3      | 33,33    |
| Totals | Totals         | Totals    | 39     | 9      | 5    | 25     | 23,07    |

## Classement

### Classement des meilleures buteuses
| 1 but                                                          |
| Tanka Maya Ghalley Tshering Yangdon Rima Maya Tshering Yangden |